# Parc naturel Marismas de Isla Cristina
Les Marismas de Isla Cristina sont des zones humides côtières en partie inondées durant la marée haute. Elles sont situées à l'embouchure de la rivière Carreras qui amène au port de Isla Cristina, près de la rive gauche de l'embouchure du Guadiana en territoire espagnol, et sont réparties entre les municipalités de Ayamonte et de Isla Cristina dans la province de Huelva en Andalousie. Elles ont été classées en parc naturel en 1989 pour une superficie de 2 145 ha.

## Géographie

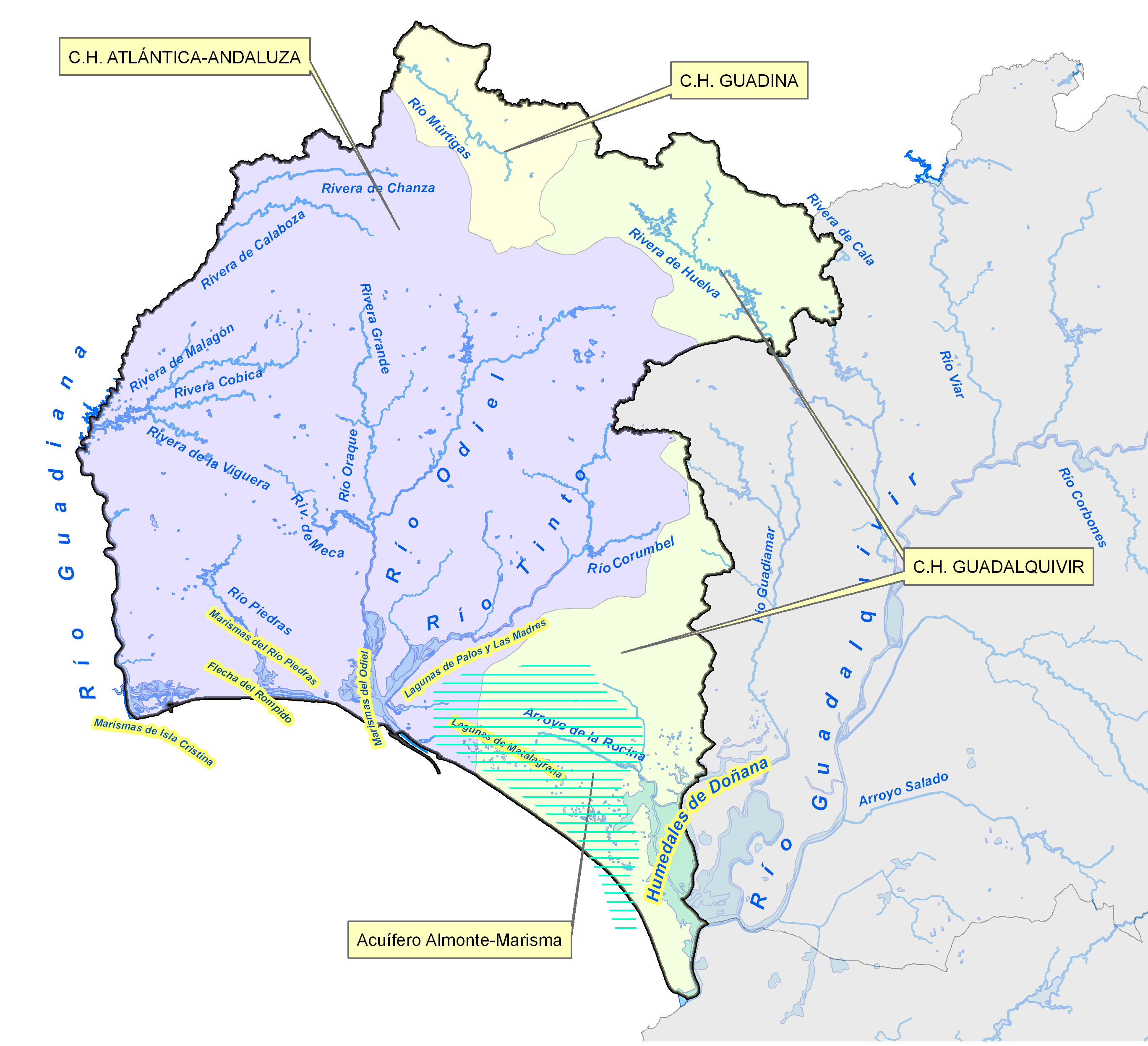
Hydrographie de Huelva

L'hydrographie actuelle des marais est due à de multiples facteurs : tremblement de terre de Lisbonne de 1755, accumulations et retraits successifs de sédiments du Guadiana ainsi que du complexe fluvial Tinto-Odiel à la suite de la construction de la digue Juan Carlos I au port de Huelva et d'autres digues qui ont fait varier les flux de sédiments. La rivière Carreras influence aussi beaucoup la zone.
La limite ouest est la ville de Ayamonte, et la réserve naturelle de Castro Marim et Vila Real de Santo Antonio ((es) Reserva Natural del Sapal de Castro Marim y Vila Real de Santo António) qui fait partie du réseau hydrique du Guadiana). La limite nord est l'ancienne voie ferrée « route verte du littoral » Via Verde Litoral Gibraleón-Ayamonte reconvertie en sentier. Du côté de la ville de Isla Cristina vers l'océan il y a une zone de pins maritimes et de dunes. À l'est se trouve une zone irriguée autour de La Redondela.
Le drainage et l'apport des eaux proviennent avant tout de la mer, mais le Guadiana dépose des sédiments par le système de canaux des marais et apporte de l'eau douce qui engendre par son mélange avec la mer différents degrés de salinité. Les marais sont exploités commercialement en plusieurs endroits pour l'extraction de sel. Interventions humaines, vents, marées, influence fluviale, se conjuguent pour modeler cette zone.

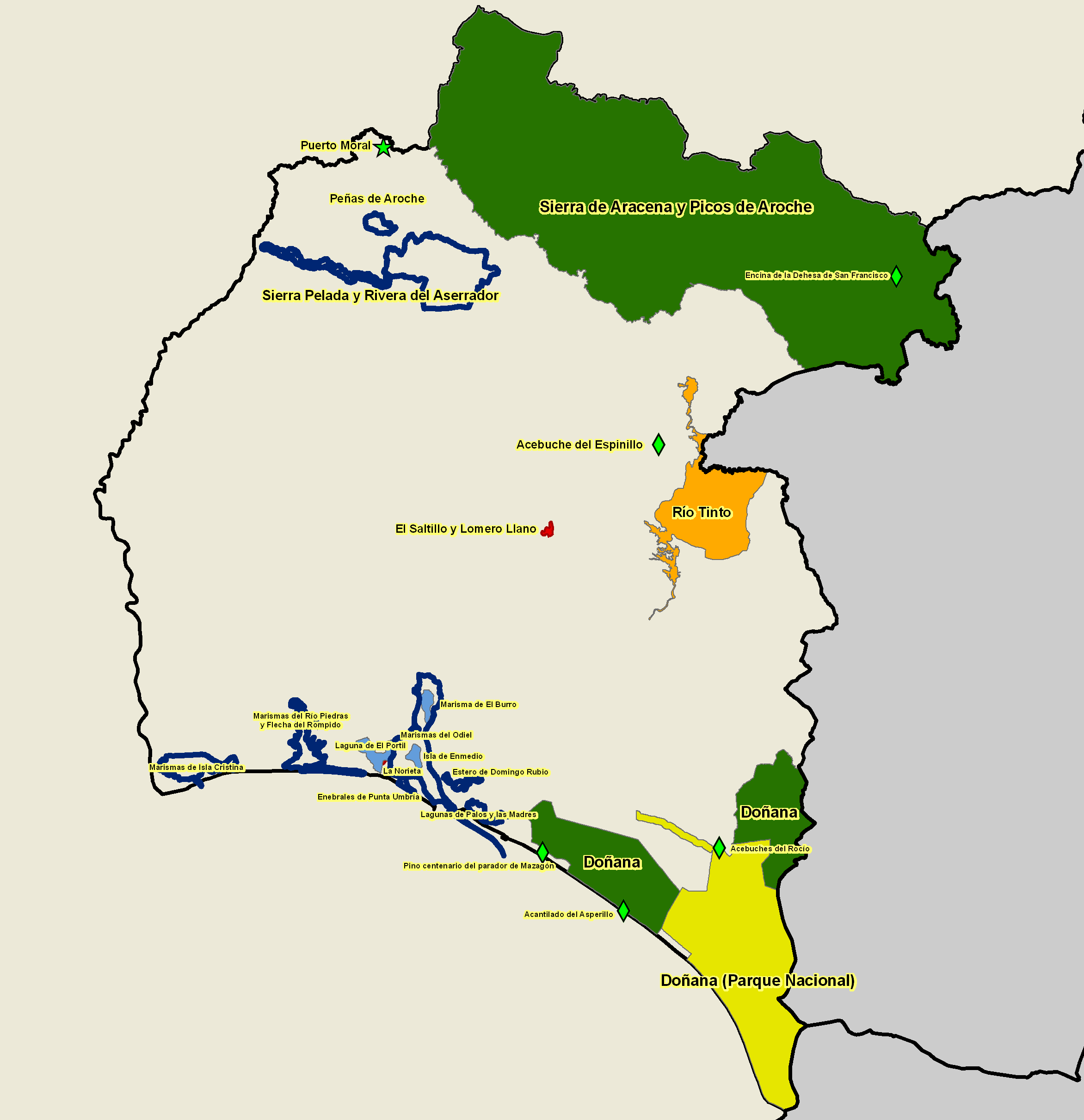
Espaces Naturels de Huelva

## Structuration
Le parc est composé de différentes parties,. Certaines sont restées naturelles, d'autres ont été transformées par les activités humaines notamment l'aquaculture.

### Marisma del Carreras
Cette unité comprend 266,12 ha. Les spartines y sont abondantes ; genêts et joncs apparaissent dans les zones moins inondables. C'est une grande frange littorale formant transition entre la terre et la mer et sujette aux fluctuations de la marée. L'avifaune est dominée par de nombreuses espèces de canards et de limicoles. Sa flore est de grand intérêt autant pour sa qualité que pour sa fragilité. Elle est intimement liée à la ville de Isla Cristina et est bordée au nord par l'ancienne voie ferrée Via Verde Litoral Gibraleón-Ayamonte.

### Marisma del Prado
Nommé d'après Prado Hondo, c'est un bras du marais d'une superficie de 30,29 ha qui a été asséché pour la culture de la fraise. Cette petite partie des marais est reliée à La Redondela par un sentier du parc.

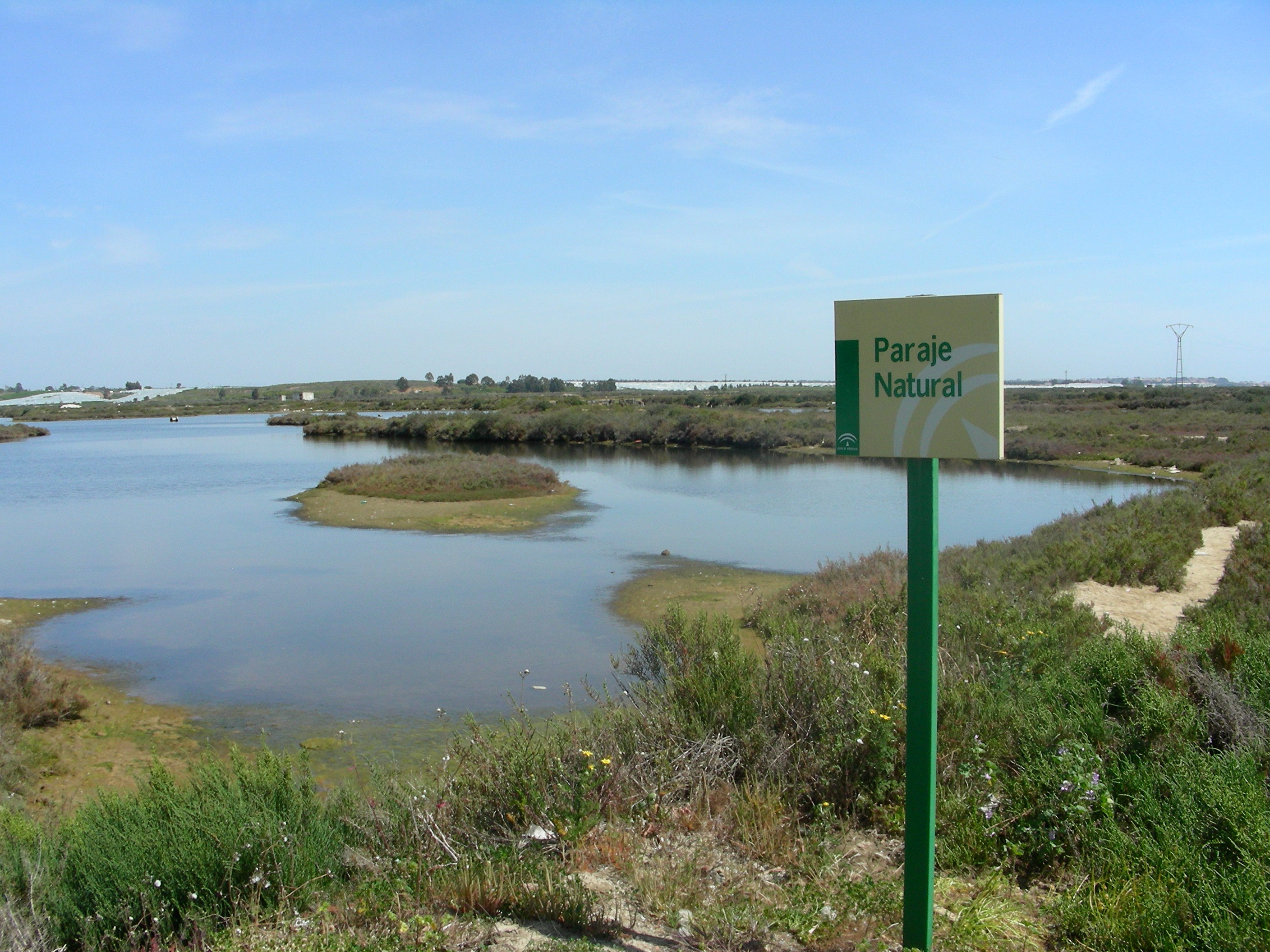
Marismas à Isla Cristina

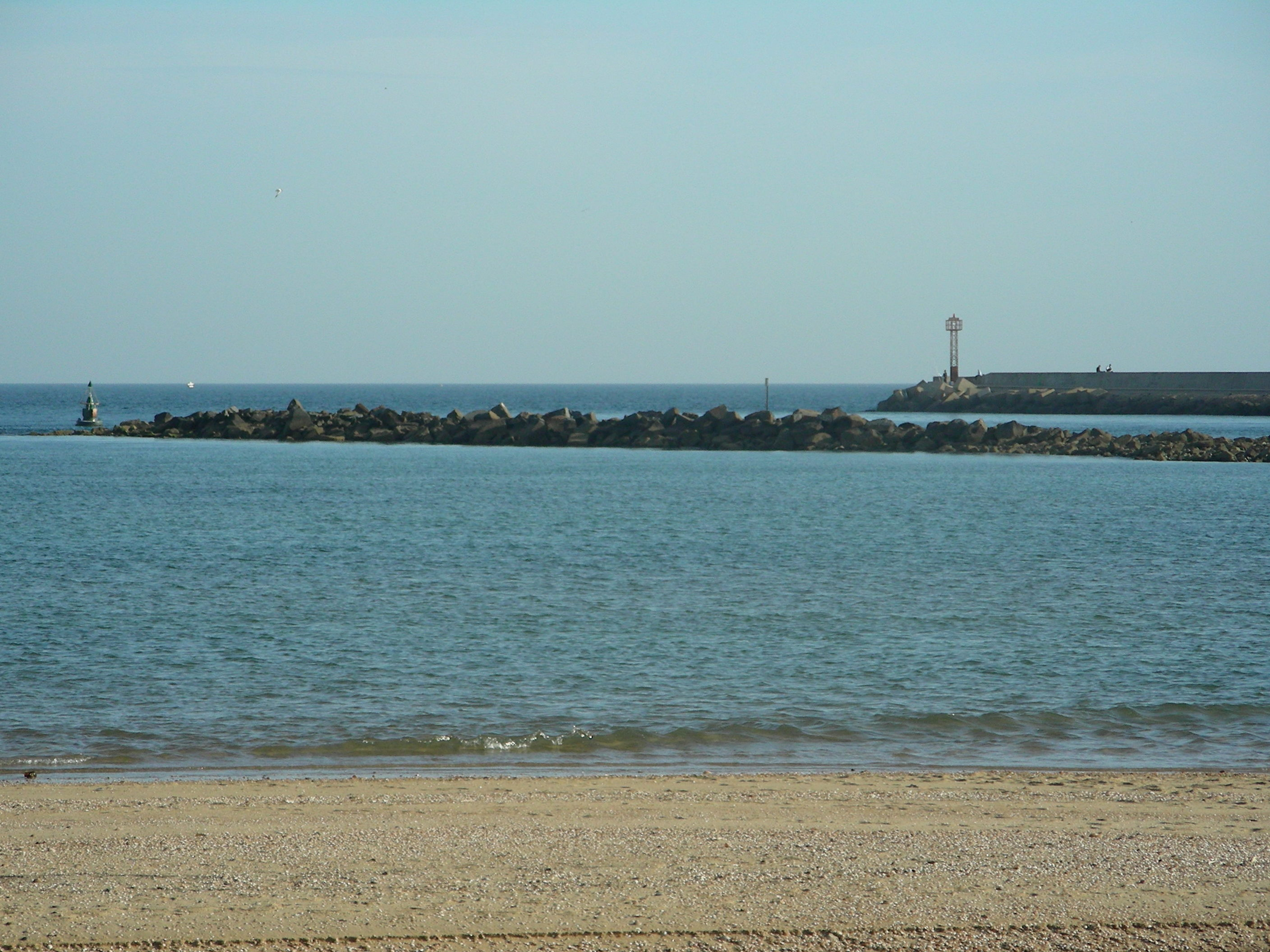
Digues à l'embouchure du port de Isla Cristina

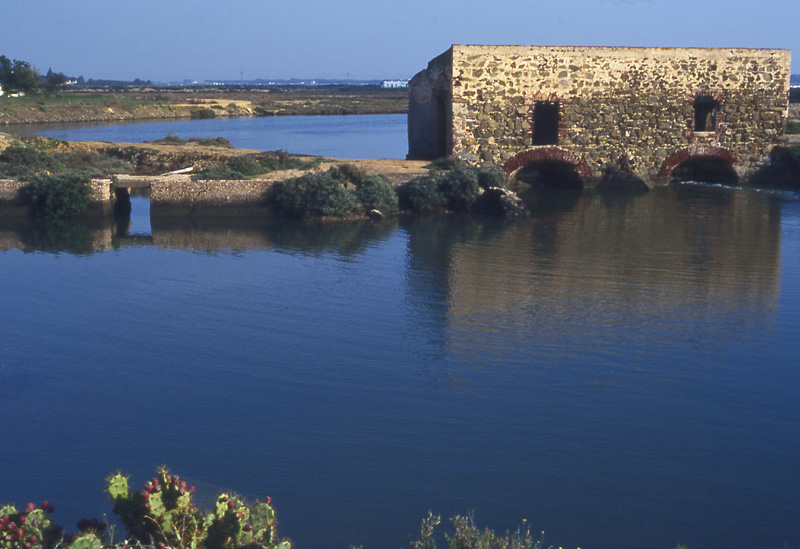
Ancien moulin à marée dans les Marismas

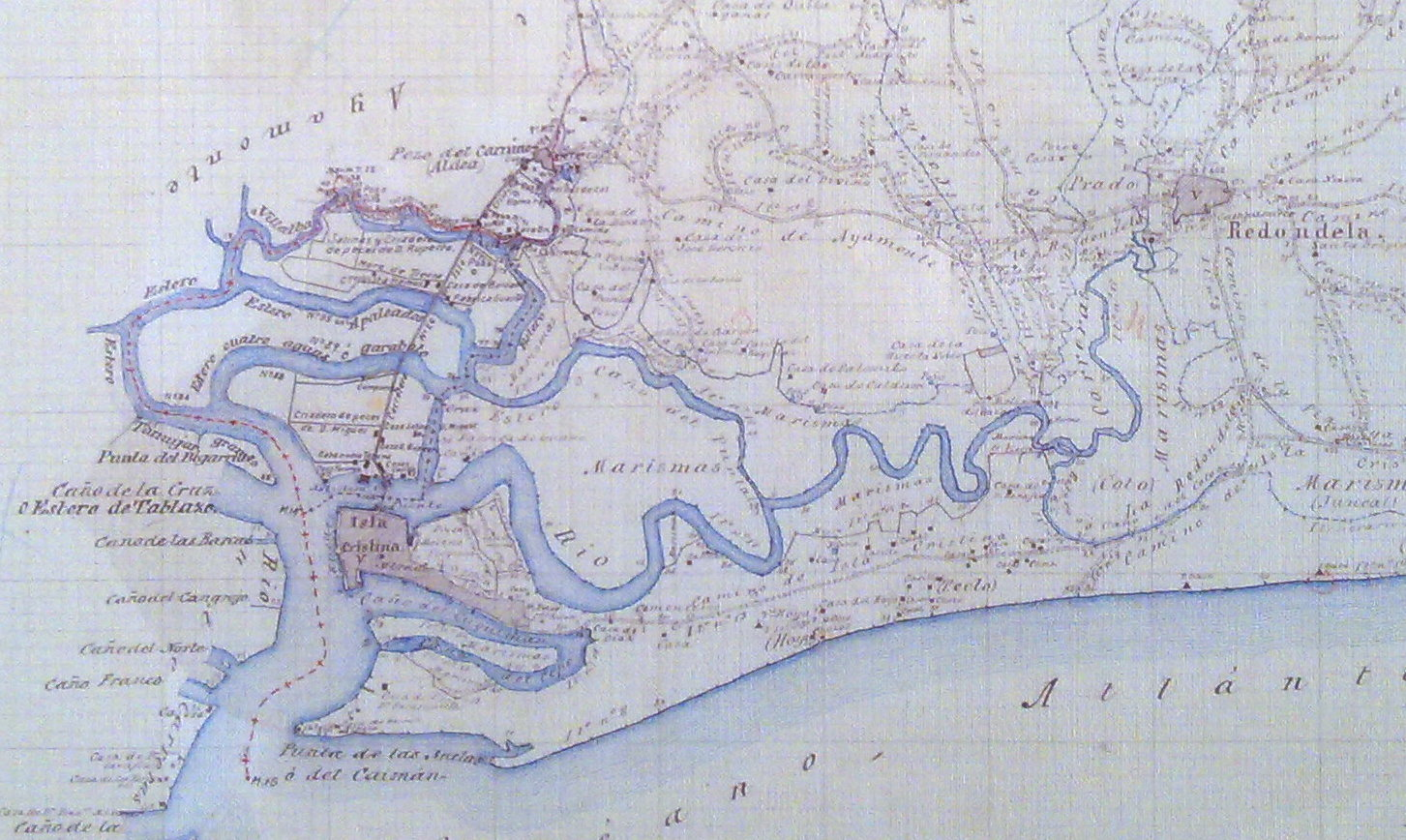
Carte des Isla Cristina de 1890

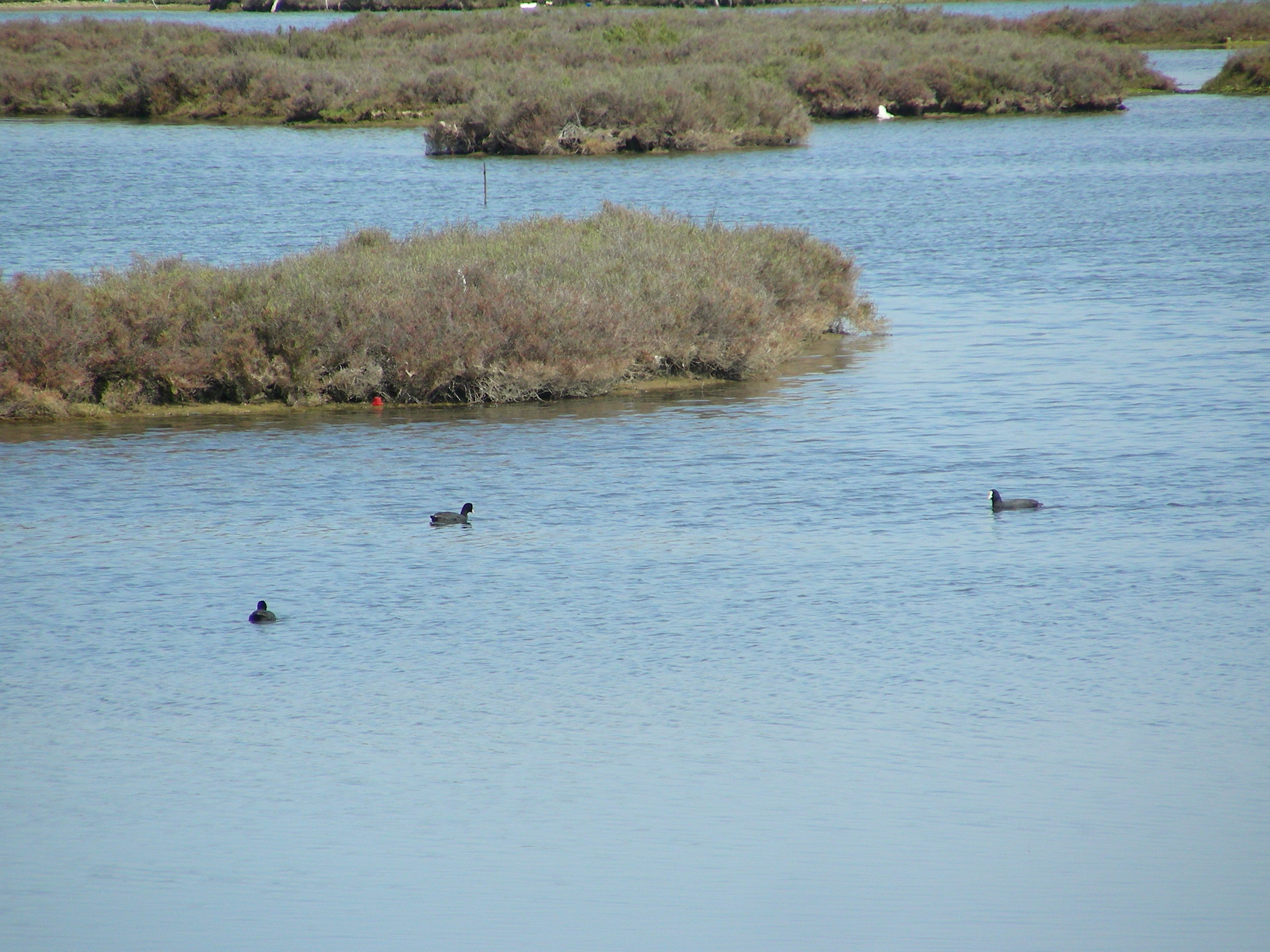
Faune des Marismas de Isla Cristina

### Marisma del Caño del Puntal
D'une superficie de 371,24 ha, elle comprend la zone ouest des marais entre les villes de Isla Cristina et Ayamonte. Le marais a subi d'importantes transformations, entre autres pour l'exploitation de salines et plus récemment d'aquaculture. On y trouve un moulin à marée bien conservé après une restauration en 1995 et qui sert de centre d'information pour les visiteurs.

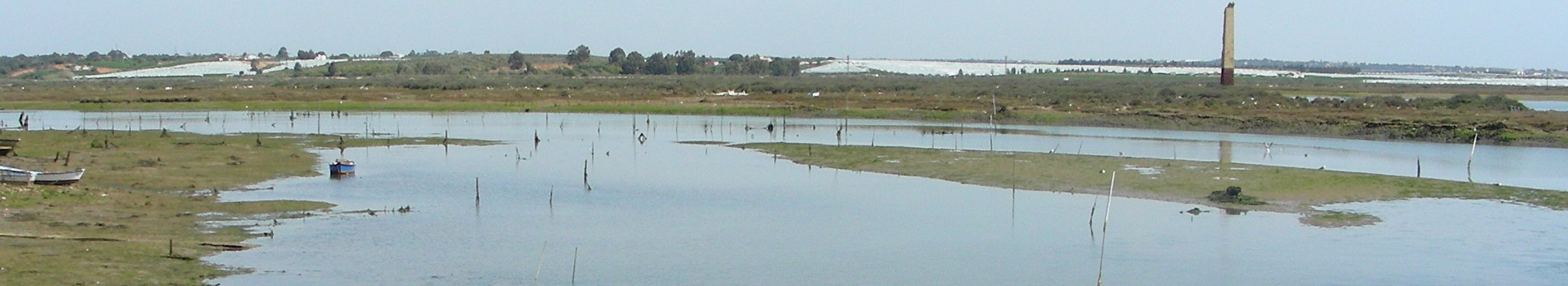
Marismas de Isla Cristina, chenal du Puntal

### Marisma transformée del Carreras
Similaire à la précédente, elle occupe 76,62 ha et est composée de trois bras de marais transformés pour l'aquaculture qui a fractionné le marais en multiples bassins, et la culture de la fraise après assèchement du marais.

### El Moral
Ce sont 311 ha qui sont sous l'influence des marées et ont été restaurés en espaces plus naturels que les deux précédents marais. On y trouve des tamarix (Tamarix canariensis, Tamarix africana) et des populations de salicornes et de spartines (Spartina densiflora) avec des bosquets d'espèces caduques méditerranéennes endémiques comme Teucrium algarviense, Thymus mastichina subsp. mastichina.

### Salinas de los Pérez
C'est un marais de 166 ha sous influence des marées avec une végétation typique d'Arthrocnemetea, avec l'espèce Picris wilkommi - une plante endémique très locale. On y trouve aussi d'autres espèces rares comme Armeria linkiana et Spergularia fimbriata. Une partie a été transformée en salines.

### El Tamijar
Conserve une importante formation halophyte (salicornes, Scirpus maritimus...) et des communautés de limicoles et autres oiseaux. C'est une des plus grandes unités du parc avec 589 ha, incluant des salines en exploitation. Elle est traversée au nord par l'ancienne voie ferrée Via Verde Litoral Gibraleón-Ayamonte.

### Punta del Robalito
Incluant lagune de Canela et lagune de Pinillo au nord, cette unité forme une île de 237 ha très urbanisée.

### Salón de Santa Gadea
Ses 97 ha sont directement connectés à Ayamonte et plus de la moitié de sa surface a été transformée en marais salant.

## Faune

### Oiseaux
laridés
| Oiseaux présents toute l'année | Oiseaux migrateurs de passage |
| --- | --- |

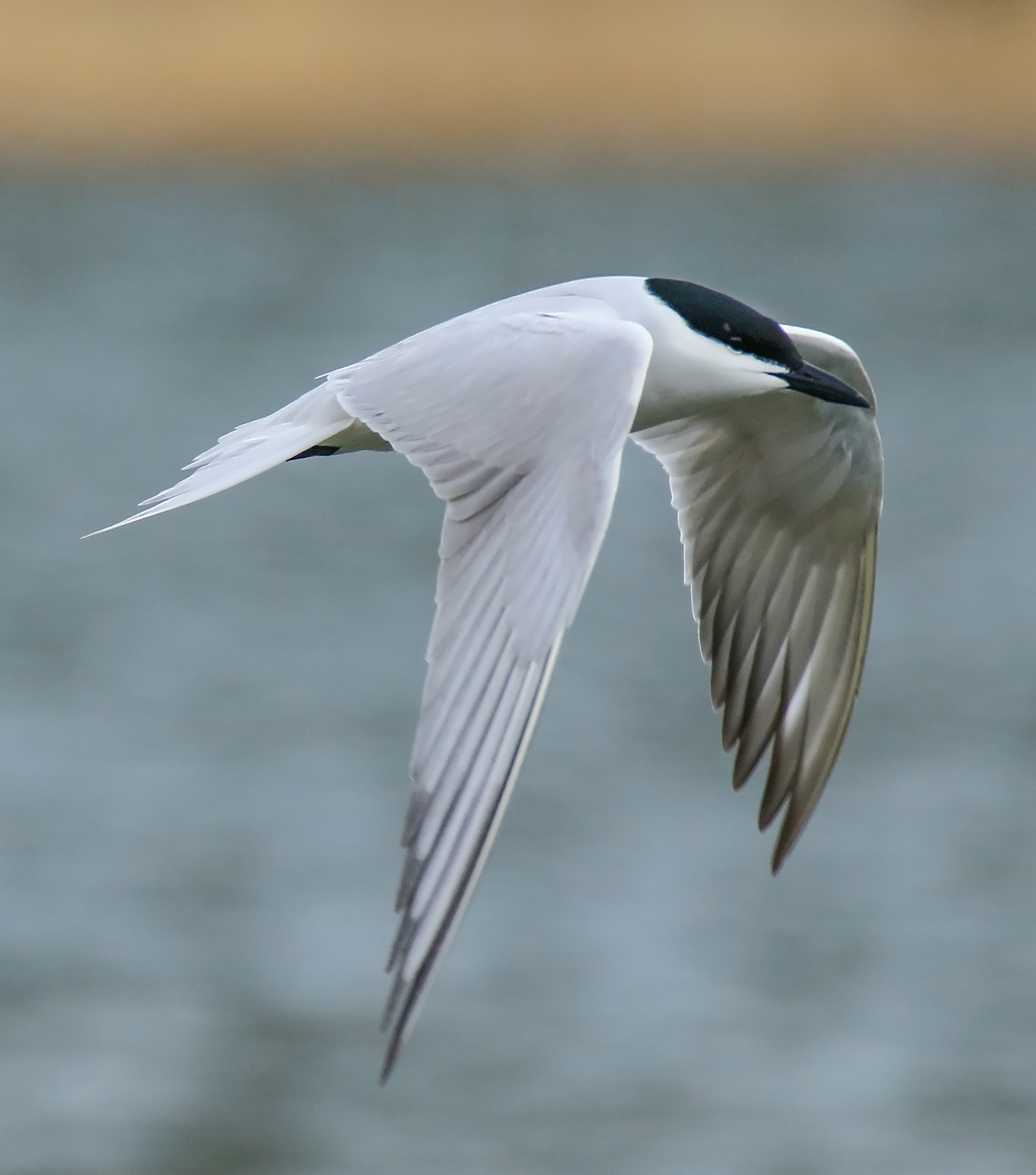
Sterne hansel, une des espèces le plus représentatives des Marismas

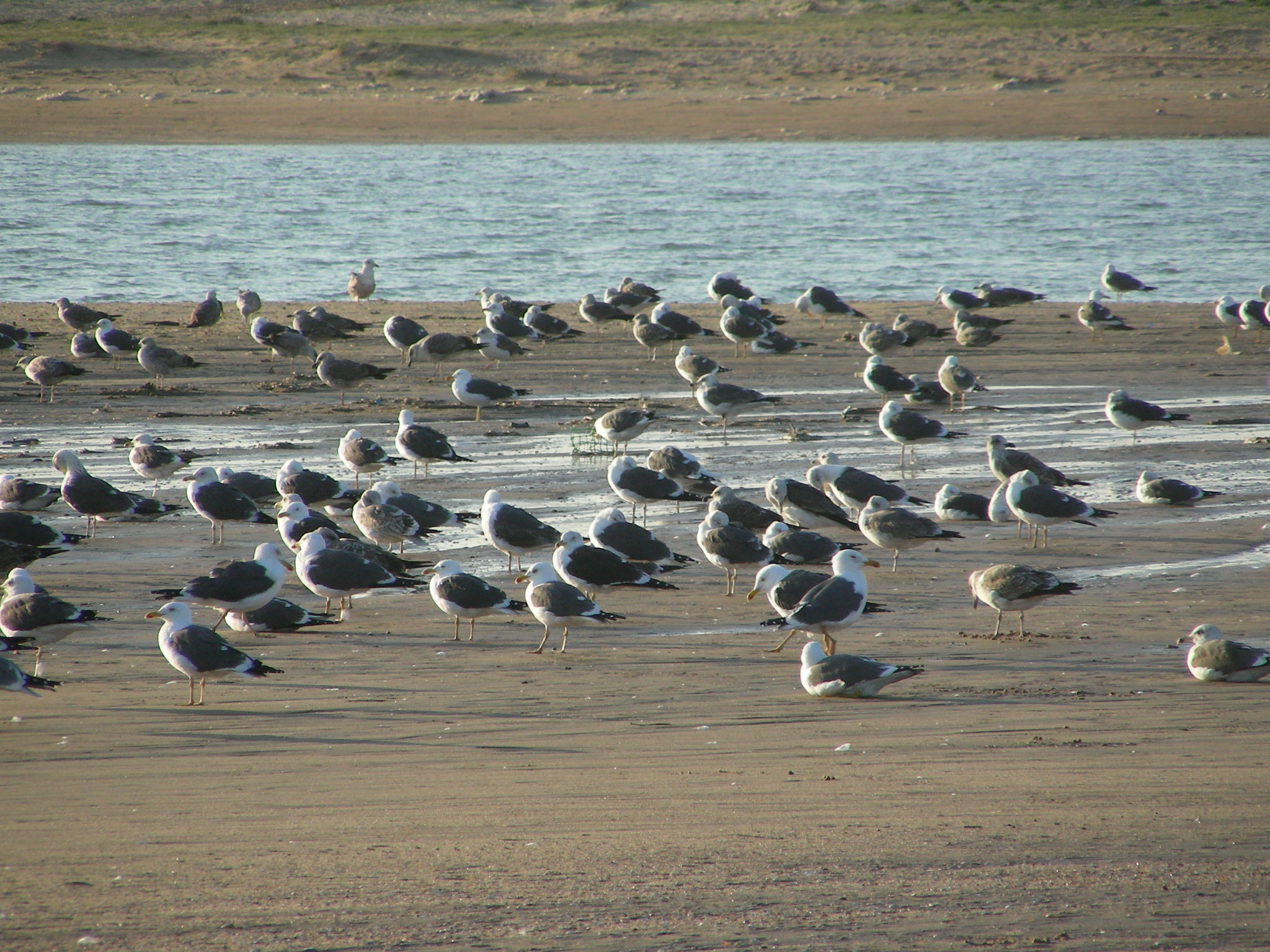
Laridés dans les Marismas

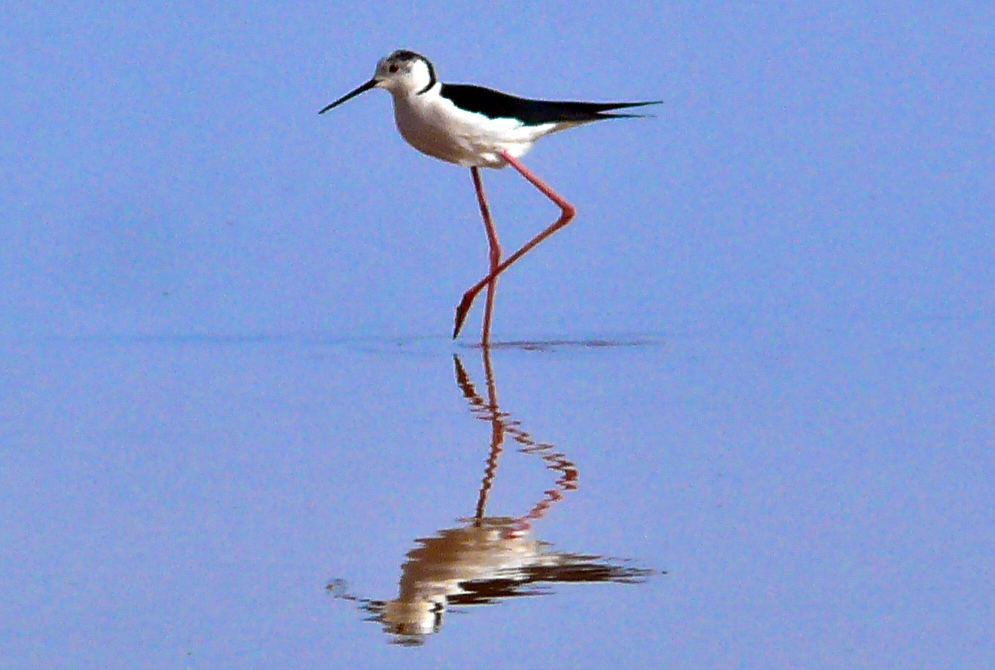
Échasse blanche dans les Marismas

| - barge rousse, Limosa lapponica - avocette élégante, Recurvirostra avosetta - goéland d'Audouin, Larus audouinii - mouette mélanocéphale, Larus melanocephalus - chevalier sylvain, 'Tringa glareola - combattant varié, Philomachus pugnax - sterne hansel, Gelochelidon nilotica - Cigogne blanche, Ciconia ciconia - œdicnème criard, Burhinus oedicnemus - outarde canepetière, Tetrax tetrax - balbuzard pêcheur, Pandion haliaetus - busard des roseaux, Circus aeruginosus - flamant rouge, Phoenicopterus ruber - spatule blanche, Platalea leucorodia - glaréole à collier, Glareola pratincola - échasse blanche, Himantopus himantopus - sterne caspienne, Sterna caspia - hibou des marais, Asio flammeus - guifette noire, Chlidonias niger - guifette moustac, Chlidonias hybridus - sterne pierregarin, Sterna hirundo | - bécasseau maubèche, Calidris canutus - bécasseau sanderling, Calidris alba - bécasseau minute, Calidris minuta - bécasseau variable, Calidris alpina - pluvier grand-gravelot, Charadrius hiaticula - bécassine des marais, Gallinago gallinago - bécasseau cocorli, 'Calidris ferruginea - vanneau huppé, 'Vanellus vanellus - foulque macroule, Fulica atra - pluvier à collier interrompu, Charadrius alexandrinus - pluvier petit-gravelot, Charadrius dubius - huîtrier pie, Haematopus ostralegus - barge à queue noire, Limosa limosa - phalaropus fulicularis, Phalaropus fulicularius - nette rousse, Netta rufina - pluvier argenté, Pluvialis squatarola - mouette pygmée, Larus minutus - canard chipeau, Anas strepera - canard souchet, Anas clypeata - guifette leucoptère, Chlidonias leucopterus - goéland argenté, Larus argentatus - chevalier guignette, Actitis hypoleucos - mouette rieuse, Larus ridibundus - tournepierre à collier, Arenaria interpres - chevalier cul-blanc, Tringa ochropus - chevalier aboyeur, Tringa nebularia - chevalier gambette, Tringa totanus - chevalier arlequin, Tringa erythropus - courlis cendré, Numenius arquata - courlis corlieu, Numenius phaeopus - goéland brun, Larus fuscus - sarcelle d'été, Anas querquedula - canard colvert, Anas platyrhynchos - tadorne de Belon, Tadorna tadorna - sarcelle d'hiver, Anas crecca - canard siffleur, Anas penelope - canard pilet, Anas acuta - héron cendré, Ardea cinerea - héron garde-bœufs, Bubulcus ibis - grand cormoran, Phalacrocorax carbo - grèbe castagneux, Tachybaptus ruficollis |

### Amphibiens
Le parc abrite plusieurs espèces d'amphibiens :
- grenouille Alytes cisternasii, endémique du sud-ouest de la péninsule Ibérique au statut de conservation « presque menacé »
- crapaud commun Bufo bufo
- crapaud des joncs, Bufo calamita
- Discoglossus galganoi, endémique du sud-ouest de la péninsule Ibérique
- rainette méridionale, Hyla meridionalis
- pélobate cultripède, Pelobates cultripes,
- grenouille Alytes cisternasii, statut de conservation « presque menacé »
- grenouille de Pérez, Rana perezi
- pleurodèle de Waltl, Pleurodeles waltl (famille des salamandres)
- salamandre tachetée, Salamandra salamandra
- triton ibérique, Triturus boscai
- triton pygmée, Triturus pygmaeus, endémique du sud-ouest de la péninsule Ibérique au statut de conservation « presque menacé »

### Poissons
On y trouve :
- lamproie marine, Petromyzon marinus
- grande alose, Alosa alosa
- cyprinidé, Barbus comizo
- cyprinidé, Barbus microcephalus, endémique du sud de l'Espagne, espèce vulnérable
- cyprinidé, Barbus sclateri, endémique du sud de l'Espagne et du Portugal
- cyprinidé, Chondrostoma lemmingii, endémique du sud de l'Espagne, espèce vulnérable
- cyprinidé, Chondrostoma willkommii
- cyprinidé, Squalius alburnoides, endémique du sud de l'Espagne et du Portugal

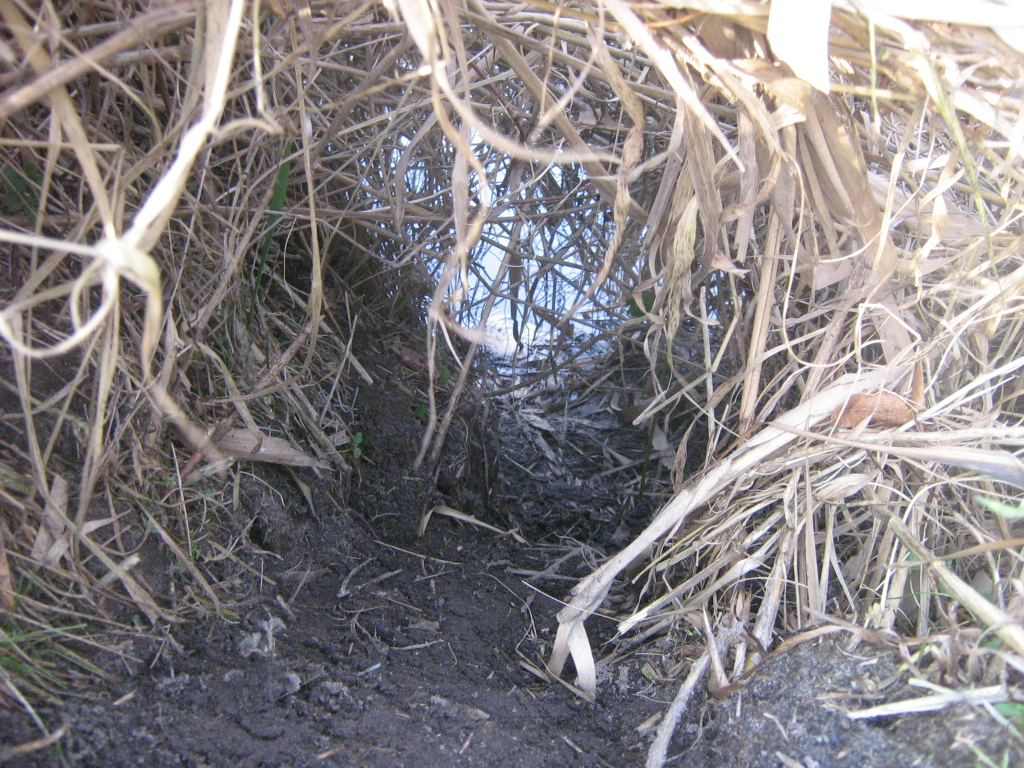
Sentier fait par une loutre

- Cobitis paludica
- choquemort, Fundulus heteroclitus

### Reptiles
Une espèce de tortue, l'émyde lépreuse (Mauremys leprosa), est présente mais rarement vue.

### Mammifères
La seule espèce  autochtone des marais de Isla Cristina est la loutre (Lutra lutra).

## Références

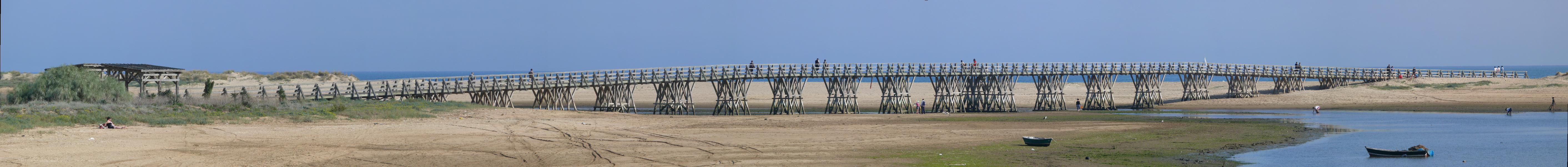
Pont Pano au-dessus des Marismas entre Isla Cristina et la mer